# Nanocladius
Nanocladius är ett släkte av tvåvingar som beskrevs av Jean-Jacques Kieffer 1913. Nanocladius ingår i familjen fjädermyggor.

## Dottertaxa tillNanocladius, i alfabetisk ordning[1][2]
- Nanocladius acutus
- Nanocladius alternantherae
- Nanocladius anderseni
- Nanocladius andersoni
- Nanocladius argentiplumus
- Nanocladius asiaticus
- Nanocladius balticus
- Nanocladius bicolor
- Nanocladius branchicolus
- Nanocladius brunneus
- Nanocladius bubrachiatus
- Nanocladius crassicornus
- Nanocladius dichromus
- Nanocladius distinctus
- Nanocladius downesi
- Nanocladius incomptus
- Nanocladius jannae
- Nanocladius mallochi
- Nanocladius minimus
- Nanocladius ortsi
- Nanocladius parvulus
- Nanocladius pubescens
- Nanocladius pulcher
- Nanocladius quadrivittatus
- Nanocladius rectinervis
- Nanocladius saetheri
- Nanocladius seiryudeeus
- Nanocladius seoulensis
- Nanocladius spiniplenus
- Nanocladius tamabicolor
- Nanocladius vitellinus